# Anton Supersperg
Anton Supersperg (* 10. Juni 1883 in Sachsenburg, Kärnten; † 13. Dezember 1970 ebenda) war ein österreichischer Politiker der Wahlpartei der Unabhängigen (WdU).

## Ausbildung und Beruf
Nach dem Besuch der Volksschule und des Gymnasiums ging er an die Wiener Hochschule für Bodenkultur und wurde Landwirt. Seit 1903 gehörte er der Wiener akademischen Burschenschaft Teutonia an.

## Politische Mandate
- 7. November 1949 bis 21. Dezember 1951: Mitglied des Bundesrates (V. und VI. Gesetzgebungsperiode), WdU